# Boston Marathon 1944
De Boston Marathon 1944 werd gelopen op woensdag 19 april 1944. Het was de 48e editie van de Boston Marathon. Aan deze wedstrijd mochten geen vrouwen deelnemen. De Canadees Gérard Côté kwam als eerste over de streep in 2:31.50,4.
Het parcours is te kort gebleken. Het had namelijk niet de lengte van 42,195 km, maar 41,1 km.

## Uitslag
| rang   | naam                 | land | tijd      |
| ------ | -------------------- | ---- | --------- |
| Goud   | Gérard Côté          | CAN  | 2:31.50,4 |
| Zilver | John A Kelley        | USA  | 2:32.03   |
| Brons  | Charles A Robbins Jr | USA  | 2:38.31   |
| 4      | William Wiklund      | USA  | 2:41.45   |
| 5      | Lloyd Evans          | CAN  | 2:43.20   |
| 6      | Don Heinicke         | USA  | 2:47.52   |
| 7      | Bruno Mazzeo         | USA  | 2:49.06   |
| 8      | Louis Young          | USA  | 2:49.18   |
| 9      | Jock Semple          | USA  | 2:51.34   |
| 10     | Clayton Farrar       | USA  | 2:54.40   |

1897 ·
1898 ·
1899 ·
1900 ·
1901 ·
1902 ·
1903 ·
1904 ·
1905 ·
1906 ·
1907 ·
1908 ·
1909 ·
1910 ·
1911 ·
1912 ·
1913 ·
1914 ·
1915 ·
1916 ·
1917 ·
1918 ·
1919 ·
1920 ·
1921 ·
1922 ·
1923 ·
1924 ·
1925 ·
1926 ·
1927 ·
1928 ·
1929 ·
1930 ·
1931 ·
1932 ·
1933 ·
1934 ·
1935 ·
1936 ·
1937 ·
1938 ·
1939 ·
1940 ·
1941 ·
1942 ·
1943 ·
1944 ·
1945 ·
1946 ·
1947 ·
1948 ·
1949 ·
1950 ·
1951 ·
1952 ·
1953 ·
1954 ·
1955 ·
1956 ·
1957 ·
1958 ·
1959 ·
1960 ·
1961 ·
1962 ·
1963 ·
1964 ·
1965 ·
1966 ·
1967 ·
1968 ·
1969 ·
1970 ·
1971 ·
1972 ·
1973 ·
1974 ·
1975 ·
1976 ·
1977 ·
1978 ·
1979 ·
1980 ·
1981 ·
1982 ·
1983 ·
1984 ·
1985 ·
1986 ·
1987 ·
1988 ·
1989 ·
1990 ·
1991 ·
1992 ·
1993 ·
1994 ·
1995 ·
1996 ·
1997 ·
1998 ·
1999 ·
2000 ·
2001 ·
2002 ·
2003 ·
2004 ·
2005 ·
2006 ·
2007 ·
2008 ·
2009 ·
2010 ·
2011 ·
2012 ·
2013 ·
2014 ·
2015 ·
2016 ·
2017 ·
2018 ·
2019 ·
2020 ·
2021 ·
2022